# Франк (денежная единица)
Франк (фр. franc, алб. frank, frang или frangê, англ. franc, араб. الفرنك‎, венг. frank, исп. franco, итал. franco, люкс. Frang, нем. Frank, нидерл. frank) — денежная единица, а также одноимённые монеты и купюры, используемые во многих странах. Впервые введена в обращение во Франции в 1361 году, окончательно стала основной валютой этой страны в 1795 году и оставалась в таком качестве вплоть до введения евро в 2002 году. Также использовалась и частично по-прежнему используется в географически и культурно близких к Франции странах Европы (Бельгия, Люксембург, Монако, Швейцария), в бывших французских колониях и заморских территориях Франции и Бельгии в Азии, Америке, Африке и Океании, в образовавшихся на их основе независимых государствах и в некоторых иных странах. Также расчётная единица некоторых международных организаций.

## Франк во Франции
До XVIII—XIX веков европейское денежное обращение было весьма сложным и запутанным. Почти в каждой стране существовало большое количество различных монет, определить точную стоимость каждой из которых непосвящённому человеку могло быть достаточно затруднительно: учитывались вес металла, соотношение монеты с другими и со счётной единицей. Во Франции в качестве основных счётных единиц использовались ливр, су и денье, в то время как в качестве платёжных средств помимо них использовались такие монеты, как лиард, экю, турнуа и другие.
Впервые монета под названием «франк» появилась во Франции в 1361 году. Её чеканка была вызвана необходимостью выплаты выкупа за французского короля Иоанна (Жана) II Доброго, находившегося в плену у англичан. Это была золотая монета весом 3,877 грамма (по другим данным — 3,885 грамма), на которой был изображён всадник в шлеме и доспехах (поэтому позднее эта монета стала известна под названием «конный франк»). Достоверно неизвестно, почему монета получила такое наименование: по одной версии, оно происходит от отчеканеной на ней фразы «FRANCORUM REX» (с лат. — «король франков»); по другой — от французского слова franc (с фр. — «свободный», что намекало на томившегося в плену короля); по третьей — от тогдашнего значения английского слова frank (с англ. — «благородный»).
Чеканка золотой монеты продолжилась при наследниках Иоанна II — Карле V Мудром (1338—1380), при котором вес монеты был понижен до 3,82 грамма и при Карле VII Победителе (3,06 грамма). В это время дизайн монеты изменился — на ней был изображён стоящий король в полный рост, поэтому монета получила название «пеший франк». В этот же период монета превратилась также в расчётную единицу, её стоимость стала равняться 20 су.
В 1575  году при короле Генрихе III (1551—1589) франк был возрождён в виде серебряной монеты весом 14,07 грамма. Генрихе IV (1589—1610) содержание серебра было повышено до 23 граммов, то есть больше, чем в ливре. При Людовике XIII (1610—1643) чеканка монеты была прекращена, но наименование «франк» сохранилось в качестве расчётной единицы.
Франк был возрождён в качестве основной денежной единицы Франции во время Великой французской революции, 15 августа 1795 году — теперь это была серебряная монета 900 ‰ весом ровно 5 граммов. Франк подразделялся на 100 сантимов — в таком виде он сохранялся при всех последующих политических режимах, вплоть до введения евро в 2002 году. В 1803 году Наполеоном Бонапартом был введён так называемый «франк жерминаль» — по дате закона от 17 жерминаля XI года (7 апреля 1803 года). Для этой разновидности французского франка на начальном этапе его хождения был характерен принцип биметаллизма, то есть фиксированного соотношения стоимости золота и серебра: 6,45 граммов золота 900 ‰ стоили 20 франков и 25 граммов серебра 900 ‰ стоили 5 франков. Были отчеканены золотые монеты в 20 и в 40 франков, а с 1809 года — серебряные монеты в ¼, ½, 1 и 2 франка. Тогда же появились первые аналоги французского франка в зависимых от Франции государствах. С 1845 года чеканились также золотые монеты в 100 франков, а с 1855 — 50 франков. 
В 1865 году несколько стран — Бельгия, Италия, позднее Греция и другие приняли французскую систему, образовав Латинский валютный союз. В 1866 году содержание серебра во французском франке было снижено с 900 ‰ до 835 ‰, а в 1878 году оно было и вовсе отменено, что стало началом золотого монометаллизма франка, при котором его золотое содержание до 1928 года составляло 322,5 миллиграммов (с 1914 года — формально). С началом Первой мировой войны обмен бумажных франков на золото был прекращён. За период 1914—1925 годов франк обесценился примерно в 7 раз, что привело к необходимости проведения денежной реформы. 
В 1925—1928 годах произошёл отказ от франка жерминаля и введение франка Пуанкаре с золотым содержанием 65,5 миллиграммов золота, хотя монеты из недрагоценных металлов и бумажные купюры, существовавшие на тот момент, оставались в ходу. При этом чеканка золотых монет не возобновлялась. В отличие от своего предшественника, франк Пуанкаре не отличался стабильностью. На внутренние экономические проблемы Франции наложилась начавшаяся в 1929 году великая депрессия, которая превела к череде девальваций французского франка, проведённых в 1934—1940 годах. Так золотое содержание франка к 1940 году составило лишь 21,006 миллиграммов.
После начала Второй мировой войны Франция оказалась оккупирована войсками нацистской Германии. На её территории наряду с довоенными средствами платежа были введены новые франки правительства Виши, для которых оккупантами был установлен жёсткий и невыгодный для французов обменный курс — 20 франков за одну рейхсмарку. Одновременно с этим на освобождённых от оккупантов территориях (сначала — в колониях, а затем и в метрополии) циркулировал выпускавшийся Свободной Францией другой франк — так называемый «военный франк».
После освобождения Франции от нацистской оккупации в 1944 году на её территории было возрождено хождение франка. 26 декабря 1945 года Франция ратифицировала бреттон-вудские соглашения, в результате которых золотое содержание франка было зафиксировано на уровне 7,461 миллиграммов за 1 франк, а его курс к американскому доллару — 119,10 франков за доллар. Однако, довоенные болезни франка, на которые наложились вызванные войной и оккупацией экономические проблемы, привели к череде девальваций, в результате которых к 1959 году золотое содержание французской валюты опустилось до 1,8 миллиграммов, а её курс к доллару ослабел до 493,706 франков.
С 1 января 1960 года был введён новый франк, который был деноминирован относительно старого в 100 раз. По сравнению со своими предшественниками новый франк оказался куда стабильнее, хоть и он подвергся девальвации на 12,5 % после майских событий 1968 года. В 1972 году французский франк стал частью европейской валютной змеи (покинул её в январе 1974, вернулся в мае 1975 и окончательно покинул в марте 1976 года). 13 марта 1979 года французская валюта стала частью европейской валютной системы. Несмотря на то, что новый франк был более стабильной валютой, чем его предшественники, он также прошёл через ряд девальваций, в результате которых его курс к немецкой марке (как наиболее сильной валюте западной Европы) снизился на 60 % за период с 1975 по 1983 год (правда, в 1990-х годах он несколько наверстал своё падение). При переходе стран Европейского Союза на новую валюту — евро французский франк постепенно выводится из употребления. С 1 января 1999 года идёт параллельное обращение франка и евро (пока только в безналичной форме) по курсу 6,55957 франков за 1 евро. 1 января 2002 года в обращение были выпущены новые монеты и купюры, номинированные в евро. 17 февраля 2002 года в полночь хождение французского франка было окончательно прекращено.
| Изображение                  | Наименование      | Оригинальное наименование | Территория использования         | Годы хождения | Код по ISO 4217 | Комментарии |                                                      |
| ---------------------------- | ----------------- | ------------------------- | -------------------------------- | ------------- | --------------- | --- | ---------------------------------------------------- |
|                              | франк             | фр. franc                 | Королевство Франция              | 1361—1364     | —               | Так называемый «конный франк» (фр. franc à cheval). Золотая монета весом 3,877 грамма, которая чеканилась при короле Иоанне (Жане) II Добром (1319—1364) | [ 1 ] [ 12 ] [ 6 ]                                   |
|                              | франк             | фр. franc                 | Королевство Франция              | 1364—1575     | —               | Так называемый «пеший франк» (фр. franc à pied). Золотая монета весом 3,82 грамма, чеканка которой началась при сыне Иоанна II, короле Карле V Мудром (1338—1380). При Карле VII Победителе вес монеты был понижен до 3,06 грамма. | [ 1 ] [ 5 ] [ 7 ]                                    |
|                              | франк             | фр. franc                 | Королевство Франция              | 1575—1643     | —               | Серебряная монета весом 14,07 граммов, которая начала чеканиться при короле Генрихе III (1551—1589). Генрихе IV содержание серебра было повышено до 23 граммов. При Людовике XIII чеканка монеты была прекращена, но наименование «франк» сохранилось в качестве виртуальной расчётной единицы. | [ 1 ] [ 5 ] [ 7 ]                                    |
|                              | французский франк | фр. franc français        | Первая Французская республика    | 1795—1803     | —               | Возрождённая во время Великой французской революции основная денежная единица Франции в качестве серебряной монеты 900 ‰ весом 5 грамм | [ 1 ] [ 13 ] [ 5 ] [ 7 ] [ 14 ] [ 15 ] [ 16 ] [ 17 ] |
|                              | французский франк | фр. franc français        | Первая Французская империя       | 1803—1814     | —               | Так называемый «франк жерминаль» — по дате закона от 17 жерминаля XI года (7 апреля 1803 года), когда тот был введён. De jure просуществовал в течение 1¼ века (до 1928 года), de facto — в течение 111 лет, до начала первой мировой войны в 1914 году, когда была отменён свободный обмен бумажных франков на золото и серебро. Основанная на принципе биметаллизма основная денежная единица Франции, на протяжении бо́льшей части своей истории высокую стабильность и выступавшую в значительной мере в роли мировой резервной валюты. С 1865 года золотая монета в 100 франков была принята несколькими зарубежными странами (Бельгией, Италией, позднее — Грецией) в качестве эталона, что стало основой Латинского валютного союза. После начала Перовой мировой войны сильно обесценился (примерно в 7 раз), что привело к необходимости проведения денежной реформы 1928 года | [ 1 ] [ 13 ] [ 7 ] [ 18 ] [ 19 ] [ 20 ]              |
|                              | французский франк | фр. franc français        | Французское Королевство          | 1814—1830     | —               | Так называемый «франк жерминаль» — по дате закона от 17 жерминаля XI года (7 апреля 1803 года), когда тот был введён. De jure просуществовал в течение 1¼ века (до 1928 года), de facto — в течение 111 лет, до начала первой мировой войны в 1914 году, когда была отменён свободный обмен бумажных франков на золото и серебро. Основанная на принципе биметаллизма основная денежная единица Франции, на протяжении бо́льшей части своей истории высокую стабильность и выступавшую в значительной мере в роли мировой резервной валюты. С 1865 года золотая монета в 100 франков была принята несколькими зарубежными странами (Бельгией, Италией, позднее — Грецией) в качестве эталона, что стало основой Латинского валютного союза. После начала Перовой мировой войны сильно обесценился (примерно в 7 раз), что привело к необходимости проведения денежной реформы 1928 года | [ 1 ] [ 13 ] [ 21 ] [ 22 ] [ 20 ]                    |
|                              | французский франк | фр. franc français        | Королевство Франция              | 1830—1848     | —               | Так называемый «франк жерминаль» — по дате закона от 17 жерминаля XI года (7 апреля 1803 года), когда тот был введён. De jure просуществовал в течение 1¼ века (до 1928 года), de facto — в течение 111 лет, до начала первой мировой войны в 1914 году, когда была отменён свободный обмен бумажных франков на золото и серебро. Основанная на принципе биметаллизма основная денежная единица Франции, на протяжении бо́льшей части своей истории высокую стабильность и выступавшую в значительной мере в роли мировой резервной валюты. С 1865 года золотая монета в 100 франков была принята несколькими зарубежными странами (Бельгией, Италией, позднее — Грецией) в качестве эталона, что стало основой Латинского валютного союза. После начала Перовой мировой войны сильно обесценился (примерно в 7 раз), что привело к необходимости проведения денежной реформы 1928 года | [ 1 ] [ 13 ] [ 21 ] [ 20 ]                           |
|                              | французский франк | фр. franc français        | Вторая Французская республика    | 1848—1852     | —               | Так называемый «франк жерминаль» — по дате закона от 17 жерминаля XI года (7 апреля 1803 года), когда тот был введён. De jure просуществовал в течение 1¼ века (до 1928 года), de facto — в течение 111 лет, до начала первой мировой войны в 1914 году, когда была отменён свободный обмен бумажных франков на золото и серебро. Основанная на принципе биметаллизма основная денежная единица Франции, на протяжении бо́льшей части своей истории высокую стабильность и выступавшую в значительной мере в роли мировой резервной валюты. С 1865 года золотая монета в 100 франков была принята несколькими зарубежными странами (Бельгией, Италией, позднее — Грецией) в качестве эталона, что стало основой Латинского валютного союза. После начала Перовой мировой войны сильно обесценился (примерно в 7 раз), что привело к необходимости проведения денежной реформы 1928 года | [ 1 ] [ 13 ] [ 23 ]                                  |
|                              | французский франк | фр. franc français        | Вторая Французская империя       | 1852—1870     | —               | Так называемый «франк жерминаль» — по дате закона от 17 жерминаля XI года (7 апреля 1803 года), когда тот был введён. De jure просуществовал в течение 1¼ века (до 1928 года), de facto — в течение 111 лет, до начала первой мировой войны в 1914 году, когда была отменён свободный обмен бумажных франков на золото и серебро. Основанная на принципе биметаллизма основная денежная единица Франции, на протяжении бо́льшей части своей истории высокую стабильность и выступавшую в значительной мере в роли мировой резервной валюты. С 1865 года золотая монета в 100 франков была принята несколькими зарубежными странами (Бельгией, Италией, позднее — Грецией) в качестве эталона, что стало основой Латинского валютного союза. После начала Перовой мировой войны сильно обесценился (примерно в 7 раз), что привело к необходимости проведения денежной реформы 1928 года | [ 1 ] [ 13 ] [ 24 ] [ 25 ] [ 26 ]                    |
|                              | французский франк | фр. franc français        | Третья Французская республика    | 1870—1928     | —               | Так называемый «франк жерминаль» — по дате закона от 17 жерминаля XI года (7 апреля 1803 года), когда тот был введён. De jure просуществовал в течение 1¼ века (до 1928 года), de facto — в течение 111 лет, до начала первой мировой войны в 1914 году, когда была отменён свободный обмен бумажных франков на золото и серебро. Основанная на принципе биметаллизма основная денежная единица Франции, на протяжении бо́льшей части своей истории высокую стабильность и выступавшую в значительной мере в роли мировой резервной валюты. С 1865 года золотая монета в 100 франков была принята несколькими зарубежными странами (Бельгией, Италией, позднее — Грецией) в качестве эталона, что стало основой Латинского валютного союза. После начала Перовой мировой войны сильно обесценился (примерно в 7 раз), что привело к необходимости проведения денежной реформы 1928 года | [ 1 ] [ 13 ] [ 27 ] [ 28 ] [ 29 ] [ 30 ]             |
|                              | французский франк | фр. franc français        | Третья Французская республика    | 1928—1940     | —               | Так называемый «франк Пуанкаре» (назван по имени политика Раймона Пуанкаре) — был достаточно слабой валютой, за 12 лет несколько раз девальвировался, золотое содержание франка то отменялось, то возвращалось вновь. | [ 1 ] [ 10 ] [ 31 ] [ 32 ] [ 33 ]                    |
|                              | французский франк | фр. franc français        | Французское Государство          | 1940—1944     | —               | Франк Французского Государства — выпускавшаяся после капитуляции Франции во время Второй мировой войне коллаборационистским правительством Виши денежная единица. Был привязан к рейхсмарке | [ 10 ] [ 34 ] [ 35 ]                                 |
|                              | французский франк | фр. franc français        | Сражающаяся Франция              | 1944—1945     | —               | Военный франк — денежные знаки, произведённые во время Второй мировой войны в США и на освобождённых от режима Виши территориях, с целью заменить банкноты и монеты вишистского правительства | [ 10 ] [ 36 ] [ 37 ]                                 |
|                              | французский франк | фр. franc français        | Четвёртая Французская республика | 1945—1959     | —               | Восстановленный после Второй мировой войны франк 1945—1959 годов (после денежной реформы 1960 годы стал также называться «старый франк») | [ 1 ] [ 38 ] [ 39 ] [ 40 ]                           |
| Пятая Французская республика | французский франк | фр. franc français        | 1959—1960                        |               | —               | Восстановленный после Второй мировой войны франк 1945—1959 годов (после денежной реформы 1960 годы стал также называться «старый франк») | [ 1 ] [ 38 ] [ 39 ] [ 40 ]                           |
|                              | французский франк | фр. franc français        | Пятая Французская республика     | 1960—2001     | FRF 250         | Франк 1960—2001 годов (также «новый франк») | [ 1 ] [ 41 ] [ 42 ] [ 43 ] [ 44 ]                    |

## Особые виды французского франка
| Изображение | Наименование      | Оригинальное наименование | Территория использования   | Годы выпуска | Код по ISO 4217 | Комментарии                                                                                               |        |
| ----------- | ----------------- | ------------------------- | -------------------------- | ------------ | --------------- | --- | ------ |
|             | французский франк | фр. franc français        | Франция                    | 1814         | —               | Австрийский оккупационный франк, выпущенный от имени австрийского императора Франца I                     | [ 45 ] |
|             | французский франк | фр. franc français        | Франция                    | 1814         | —               | Прусский оккупационный франк, выпущенный от имени прусского короля Фридриха Вильгельма III                | [ 45 ] |
|             | французский франк | фр. franc français        | Франция                    | 1814         | —               | Российский оккупационный франк, выпущенный от имени российского императора Александра I                   | [ 45 ] |
|             | французский франк | фр. franc français        | Королевство Франция        | 1830—1873    | —               | Франк Генриха V — не имевшая официального хождения денежная единица претендента на французский престол    | [ 46 ] |
|             | французский франк | фр. franc français        | Первая Французская империя | 1874         | —               | Франк Наполеона IV — не имевшая официального хождения денежная единица претендента на французский престол | [ 47 ] |

## Франк во французских заморских владениях
По мере развития своей колониальной империи, Франция, как и другие страны начала чеканку монеты для своих заморских территорий, многие из которых отличались от использовавшихся в метрополии. В частности, первая чеканка для американских островных колоний была осуществлена уже в 1670 году на основании указа короля Людовика XIV от 19 февраля, который повелел отчеканить особые монеты различных достоинств для американских колоний Франции на общую сумму 100 000 ливров. Во исполнение королевского указа на Парижском монетном дворе были отчеканены серебряные монеты в 5 и 15 су, а на и Нантском монетном дворе — медные дубли. В дальнейшем подобная чеканка особых колониальных монет различных достоинств многократно повторялась
Несмотря на введение в метрополии французского франка в качестве основной денежной единицы в 1795 году, в течение длительного времени во многих заморских владениях Франции продолжалось хождение выпущенных ранее монет, монет метрополии и иностранных денежных единиц. На французских Антильских островах и в Гвиане использовались в том числе надчеканеные французские (сантимы и десимы) и иностранные монеты. Лишь в 1816 году губернатор острова Бурбон (ныне — Реюньон) обратился к королю Людовику XVIII с просьбой о чеканке монеты для острова. Просьба была удовлетворена и особые монеты были выпущены — правда, это были не франки, а медные разменные монеты по 10 сантимов, которые обращались на острове вплоть до 1879 года. В 1817 году особые 10-сантимовые монеты были выпущены для Гвианы, в 1825 и последующих годах — пяти и десятисантимовые монеты для Сенегала и так далее.
| Изображение                   | Наименование                               | Оригинальное наименование                                 | Территория использования             | Годы хождения        | Код по ISO 4217 | Комментарии |                                                               |
| ----------------------------- | ------------------------------------------ | --------------------------------------------------------- | ------------------------------------ | -------------------- | --------------- | --- | ------------------------------------------------------------- |
|                               | алжирский франк                            | фр. franc algérien араб. الفرنك الجزائري‎                  | Французский Алжир                    | 1852—1948 1956—1962  | —               | Денежная единица Французского Алжира и Алжирской Народно-Демократической Республики в первые годы независимости. В промежутке использовался алжирско-тунисский франк. Заменён на алжирский динар | [ 56 ] [ 5 ] [ 57 ] [ 58 ] [ 59 ] [ 60 ]                      |
| Феццан                        | алжирский франк                            | фр. franc algérien араб. الفرنك الجزائري‎                  | 1943—1952                            |                      | —               | Денежная единица Французского Алжира и Алжирской Народно-Демократической Республики в первые годы независимости. В промежутке использовался алжирско-тунисский франк. Заменён на алжирский динар | [ 56 ] [ 5 ] [ 57 ] [ 58 ] [ 59 ] [ 60 ]                      |
| Алжир                         | алжирский франк                            | фр. franc algérien араб. الفرنك الجزائري‎                  | 1962—1964                            |                      | —               | Денежная единица Французского Алжира и Алжирской Народно-Демократической Республики в первые годы независимости. В промежутке использовался алжирско-тунисский франк. Заменён на алжирский динар | [ 56 ] [ 5 ] [ 57 ] [ 58 ] [ 59 ] [ 60 ]                      |
|                               | алжирско-тунисский франк                   | фр. franc de l'Algérie et de la Tunisie                   | Французский Алжир                    | 1949—1955            | —               | Денежная единица Французского Алжира и Французского Туниса | [ 61 ]                                                        |
| Французский протекторат Тунис | алжирско-тунисский франк                   | фр. franc de l'Algérie et de la Tunisie                   |                                      | 1949—1955            | —               | Денежная единица Французского Алжира и Французского Туниса | [ 61 ]                                                        |
|                               | антильский франк                           | фр. franc des Antilles                                    | Гваделупа                            | 1961—1975            | —               | Разновидность французского франка, заменившая три других его разновидности, выпускавшихся отдельно для каждой из трёх заморских владений (с 1946 года — заморских департаментов) Франции — для Гваделупы, Гвианы и Мартиники. В 1975 году был заменён на французский франк, а тот в 2002 году — на евро | [ 62 ] [ 63 ]                                                 |
| Гвиана                        | антильский франк                           | фр. franc des Antilles                                    |                                      | 1961—1975            | —               | Разновидность французского франка, заменившая три других его разновидности, выпускавшихся отдельно для каждой из трёх заморских владений (с 1946 года — заморских департаментов) Франции — для Гваделупы, Гвианы и Мартиники. В 1975 году был заменён на французский франк, а тот в 2002 году — на евро | [ 62 ] [ 63 ]                                                 |
| Мартиника                     | антильский франк                           | фр. franc des Antilles                                    |                                      | 1961—1975            | —               | Разновидность французского франка, заменившая три других его разновидности, выпускавшихся отдельно для каждой из трёх заморских владений (с 1946 года — заморских департаментов) Франции — для Гваделупы, Гвианы и Мартиники. В 1975 году был заменён на французский франк, а тот в 2002 году — на евро | [ 62 ] [ 63 ]                                                 |
|                               | франк Верхнего Сенегала и Нигера           | фр. franc du Haut-Sénégal et Niger                        | Верхний Сенегал и Нигер              | 1917                 | —               | Разновидность франка Французской Западной Африки, выпускавшийся колониальной администрацией | [ 64 ]                                                        |
|                               | гваделупский франк                         | фр. franc de la Guadeloupe                                | Гваделупа                            | 1848—1960            | —               | Разновидность французского франка, выпускавшееся для заморской территории Франции — Гваделупы. Использовалась параллельно с французским франком. В 1960 заменена на антильский франк, единый для всех расположенных в этом регионе заморских департаментов: Гваделупы, Гвианы и Мартиники, который в 1975 году был заменён на французский франк, а тот в 2002 году — на евро                                                            | [ 65 ] [ 62 ] [ 66 ] [ 67 ]                                   |
|                               | гвианский франк                            | фр. franc de la Guyanne française                         | Гвиана                               | 1846—1960            | —               | Разновидность французского франка, выпускавшееся для заморской территории Франции — Гвианы. Использовалась параллельно с французским франком. В 1960 заменена на антильский франк, единый для всех расположенных в этом регионе заморских департаментов: Гваделупы, Гвианы и Мартиники, который в 1975 году был заменён на французский франк, а тот в 2002 году — на евро                                                               | [ 68 ] [ 62 ] [ 69 ] [ 70 ] [ 71 ]                            |
|                               | гвинейский франк                           | фр. franc guinéen                                         | Французская Гвинея                   | 1917—1920            | —               | Разновидность франка Французской Западной Африки, выпускавшийся колониальной администрацией | [ 72 ]                                                        |
|                               | франк Джибути                              | фр. franc Djibouti араб. فرنك جيبوتي‎                      | Французский берег Сомали             | 1907—1945            | —               | Денежная единица французской колонии Французский берег Сомали с административным центром городом Джибути, выпускавшаяся частным Индо-Китайским банком и торговой палатой Джибути. Заменён на франк КФА | [ 73 ] [ 5 ] [ 74 ] [ 75 ] [ 76 ]                             |
|                               | франк Джибути                              | фр. franc Djibouti араб. فرنك جيبوتي‎                      | Французский берег Сомали             | 1949—1967            | —               | Денежная единица французской колонии Французский берег Сомали с административным центром городом Джибути. Заменён на франк Французской территории афаров и исса | [ 73 ] [ 5 ] [ 77 ]                                           |
|                               | камбоджийский франк                        | фр. franc cambodgien                                      | Камбоджа                             | 1860—не ранее 1902   | —               | Денежная единица французского протектората Королевство Камбоджа. Неизвестно, были ли в обращении франки (были отчеканены монеты в 1, 2 и 4 франка), но разменные монеты (сантимы) чеканились до 1959 года | [ 78 ] [ 79 ] [ 80 ] [ 81 ]                                   |
|                               | камерунский франк                          | фр. franc camerounais                                     | Французский Камерун                  | 1919—1959            | —               | Денежная единица французской территории Камерун под мандатом Лиги Наций. Заменена на одноимённую валюту Республики Камерун | [ 82 ] [ 83 ]                                                 |
|                               | коморский франк                            | фр. franc comorien араб. فرنك قمري‎                        | Великий султанат Коморских Островов  | 1890—1912            | —               | Денежная единица французского протектората Коморские Острова | [ 78 ] [ 84 ]                                                 |
|                               | коморский франк                            | фр. franc comorien араб. فرنك قمري‎                        | Французские Коморы                   | 1964—1974            | —               | Разновидность французского франка для Коморских островов | [ 85 ]                                                        |
|                               | франк Мадагаскара и Комор                  | фр. franc du Madagascar et des Comores                    | Французский Мадагаскар               | 1945—1960            | —               | Разновидность франка КФА, выпускавшегося для двух заморский территорий Франции — Мадагаскара и Коморских островов. Монеты имели одинаковый аверс, но различался реверсом. Заменена на малагасийский франк на Мадагаскаре и на коморский франк на Коморах | [ 86 ] [ 87 ] [ 88 ] [ 89 ] [ 90 ] [ 91 ] [ 92 ]              |
| Французские Коморы            | франк Мадагаскара и Комор                  | фр. franc du Madagascar et des Comores                    |                                      | 1945—1960            | —               | Разновидность франка КФА, выпускавшегося для двух заморский территорий Франции — Мадагаскара и Коморских островов. Монеты имели одинаковый аверс, но различался реверсом. Заменена на малагасийский франк на Мадагаскаре и на коморский франк на Коморах | [ 86 ] [ 87 ] [ 88 ] [ 89 ] [ 90 ] [ 91 ] [ 92 ]              |
|                               | малагасийский франк                        | фр. franc malgache также franc malagasy                   | Французский Мадагаскар               | 1914—1945            | —               | Разновидность французского франка, выпускавшееся для заморской территории Франции — Мадагаскара. Использовалась параллельно с французским франком. | [ 93 ] [ 94 ] [ 95 ]                                          |
|                               | марокканский франк                         | фр. franc marocain араб. فرنك مغربي‎                       | Французское Марокко                  | 1910—1957            | —               | Денежная единица Французского Марокко | [ 96 ] [ 87 ] [ 97 ] [ 98 ] [ 99 ]                            |
|                               | франк Мартиники                            | фр. franc de la Martinique                                | Мартиника                            | 1855—1960            | —               | Разновидность французского франка, выпускавшееся для заморской территории Франции — Мартиника. Использовалась параллельно с французским франком. В 1960 заменена на антильский франк, единый для всех расположенных в этом регионе заморских департаментов: Гваделупы, Гвианы и Мартиники, который в 1975 году был заменён на французский франк, а тот в 2002 году — на евро                                                            | [ 100 ] [ 62 ] [ 101 ] [ 102 ] [ 104 ]                        |
|                               | новогебридский франк                       | фр. franc des Nouvelles-Hébrides англ. New Hebrides franc | Новые Гебриды                        | 1921—1980            | —               | Денежная единица франко-британского кондоминиума Новые Гебриды и Республики Вануату до введения вату | [ 105 ] [ 87 ] [ 106 ] [ 107 ] [ 108 ] [ 109 ]                |
| Вануату                       | новогебридский франк                       | фр. franc des Nouvelles-Hébrides англ. New Hebrides franc | 1981—1983                            |                      | —               | Денежная единица франко-британского кондоминиума Новые Гебриды и Республики Вануату до введения вату | [ 105 ] [ 87 ] [ 106 ] [ 107 ] [ 108 ] [ 109 ]                |
|                               | франк Новой Каледонии                      | фр. franc de la Nouvelle Calédonie                        | Новая Каледония                      | 1873—1945            | —               | Денежная единица французской колонии Новая Каледония, выпускавшаяся частным Индо-Китайским банком. Заменён на тихоокеанский франк | [ 110 ]                                                       |
|                               | франк Реюньона                             | фр. franc de la Réunion                                   | Реюньон                              | 1879—1974            | —               | Разновидность французского франка, выпускавшаяся для заморской территории Франции — Реюньона. Использовалась параллельно с французским франком. В 1975 году выпуск был прекращён. С 2002 года заморский департамент Реюньон вместе с метрополией перешёл на евро | [ 111 ] [ 112 ] [ 113 ] [ 114 ] [ 115 ]                       |
|                               | сенегальский франк                         | фр. franc du Sénégal                                      | Французский Сенегал                  | 1853 — не ранее 1921 | —               | Разновидность французского франка и франка Французской Западной Африки, выпускавшаяся Сенегальским банком и французским для французской колонии Сенегал | [ 116 ] [ 117 ]                                               |
|                               | франк Сен-Пьера и Микелона                 | фр. franc de Saint-Pierre-et-Miquelon                     | Сен-Пьер и Микелон                   | 1890—1975            | —               | Разновидность французского франка, выпускавшаяся для заморской территории Франции — Сен-Пьера-и-Микелона. Использовалась параллельно с французским франком. С 1945 по 1975 год использовался центральноафриканский франк КФА (некоторые разновидности со специальными надпечатками, некоторые без них). В 1975 году введён французский франк. С 2002 года заморский департамент Сен-Пьер-и-Микелон вместе с метрополией перешёл на евро | [ 118 ] [ 119 ] [ 120 ] [ 121 ]                               |
|                               | таитянский франк                           | фр. franc de Tahiti                                       | Таити                                | 1875—1945            | —               | Денежная единица французской колонии Таити, выпускавшаяся частным Индо-Китайским банком. Заменён на тихоокеанский франк | [ 122 ] [ 123 ]                                               |
|                               | тихоокеанский франк                        | фр. franc pacifique или franc CFP                         | Новая Каледония · Уоллис и Футуна    | с 1945               | XPF 953         | Денежная единица французских владений в Тихом океане. Купюры имеют одинаковый вид для всех территорий, в то время как монеты различаются — один вариант для Новой Каледонии и Уоллиса и Футуны, другой — для Французской Полинезии, однако, все они имеют хождение на всех трёх территориях | [ 124 ] [ 5 ] [ 125 ] [ 126 ] [ 127 ] [ 128 ] [ 129 ] [ 130 ] |
|                               | тихоокеанский франк                        | фр. franc pacifique или franc CFP                         | Французская Полинезия                | с 1945               | XPF 953         | Денежная единица французских владений в Тихом океане. Купюры имеют одинаковый вид для всех территорий, в то время как монеты различаются — один вариант для Новой Каледонии и Уоллиса и Футуны, другой — для Французской Полинезии, однако, все они имеют хождение на всех трёх территориях | [ 124 ] [ 5 ] [ 125 ] [ 126 ] [ 127 ] [ 128 ] [ 129 ] [ 130 ] |
|                               | тоголезский франк                          | фр. franc togolais                                        | Французское Того                     | 1924—1958            | —               | Денежная единица Французского Того. Заменена на западноафриканский франк КФА | [ 76 ] [ 131 ]                                                |
|                               | тунисский франк                            | фр. franc tunisien араб. فرنك تونسي‎                       | Французский протекторат Тунис        | 1891—1949            | —               | Денежная единица французского протектората Тунис и Республики Тунис до введения тунисского динара. С 1903 года использовались также купюры Французского Алжира (иногда с надпечаткой). В промежутке использовался алжирско-тунисский франк, монеты были отдельными. | [ 132 ] [ 87 ] [ 133 ] [ 134 ] [ 135 ] [ 136 ]                |
| Тунис                         | тунисский франк                            | фр. franc tunisien араб. فرنك تونسي‎                       | 1956—1958                            |                      | —               | Денежная единица французского протектората Тунис и Республики Тунис до введения тунисского динара. С 1903 года использовались также купюры Французского Алжира (иногда с надпечаткой). В промежутке использовался алжирско-тунисский франк, монеты были отдельными. | [ 132 ] [ 87 ] [ 133 ] [ 134 ] [ 135 ] [ 136 ]                |
|                               | франк Французского Берега слоновой кости   | фр. franc de la Côte d’ivoire française                   | Французский Берег слоновой кости     | 1917—1943            | —               | Разновидность франка Французской Западной Африки, выпускавшаяся французским колониальным правительством | [ 137 ]                                                       |
|                               | франк Французского Судана                  | фр. franc du Dahomey français                             | Французский Судан                    | 1917                 | —               | Разновидность франка Французской Западной Африки, выпущенная французским колониальным правительством | [ 138 ]                                                       |
|                               | франк Французской территории афаров и исса | фр. franc du Territoire français des Afars et des Issas   | Французская территория афаров и исса | 1867—1977            | —               | Разновидность французского франка, выпускавшееся для Французской территории афаров и исса. После получения территорией независимости заменён на франк Джибути | [ 139 ] [ 140 ]                                               |
|                               | франк Французской Дагомеи                  | фр. franc du Dahomey français                             | Французская Дагомея                  | 1917                 | —               | Разновидность франка Французской Западной Африки, выпущенная французским колониальным правительством | [ 141 ]                                                       |
|                               | франк Французской Западной Африки          | фр. franc de l'Afrique-Occidentale française              | Французская Западная Африка          | 1895—1945            | —               | Разновидность французского франка, выпускавшееся для французский колониальных владений в западной Африке. Некоторые варианты выпускались с надпечатками для конкретных колоний. Заменён на западноафриканский франк КФА | [ 142 ] [ 143 ] [ 144 ] [ 145 ]                               |
|                               | франк Французской Океании                  | фр. franc des Établissements français de l’Océanie        | Французские владения в Океании       | 1919—1945            | —               | Разновидность французского франка, выпускавшееся для французский колониальных владений в Океании. Заменён на тихоокеанский франк | [ 146 ]                                                       |
|                               | франк Французской Экваториальной Африки    | фр. franc de l'Afrique-Équatoriale française              | Французская Экваториальная Африка    | 1883—1945            | —               | Разновидность французского франка, выпускавшаяся для французский колониальных владений в центральной Африке. Заменён на центральноафриканский франк КФА | [ 147 ] [ 148 ] [ 149 ]                                       |

## Франк в других европейских странах
| Изображение                   | Наименование                    | Оригинальное наименование                                                     | Территория использования              | Годы хождения | Код по ISO 4217 | Комментарии |                                                                       |
| ----------------------------- | ------------------------------- | ----------------------------------------------------------------------------- | ------------------------------------- | ------------- | --------------- | --- | --------------------------------------------------------------------- |
|                               | австро-венгерский флорин-франк  | нем. Österreichisch-Ungarische Florin-Frank венг. osztrák–magyar forint-frank | Австро-Венгрия                        | 1870—1892     | —               | Золотые монеты с двойным номиналом в 4 флорина/10 франков и 8 флоринов/20 франков, выпускавшиеся в Австро-Венгерской империи. Существовали в австрийской и в венгерской версии                                                                | [ 150 ]                                                               |
|                               | франк Аргау                     | нем. aargauer Frank                                                           | Аргау                                 | 1805—1850     | —               | Денежная единица швейцарского кантона Аргау, имевшая хождение до введения единого швейцарского франка | [ 151 ]                                                               |
|                               | албанский франк                 | алб. frank shqiptar, frang shqiptar                                           | Албания                               | 1925—1947     | —               | Бывшая денежная единица Албании. Заменена на албанский лек | [ 152 ] [ 5 ] [ 153 ] [ 154 ]                                         |
|                               | андоррский франк                | фр. franc andoran                                                             | Андорра                               | с 1977        | ADF             | Принятое в некоторых источниках наименование для андоррского динера | [ 155 ]                                                               |
|                               | франк Аппенцелля                | нем. appenzeller Frank                                                        | Аппенцелль-Аусерроден                 | 1809—1850     | —               | Денежная единица швейцарского кантона Аппенцелль-Аусерроден, имевшая хождение до введения единого швейцарского франка | [ 156 ]                                                               |
|                               | базельский франк                | нем. baseler Frank фр. franc de Bâle                                          | Базель-Штадт                          | 1805—1850     | —               | Денежная единица швейцарского кантона Базель-Штадт, имевшая хождение до введения единого швейцарского франка. Чеканилась только разменные монеты (раппены и батцены)                                                                          | [ 157 ]                                                               |
|                               | бельгийский франк               | фр. franc belge нидерл. belgische frank нем. belgischer Frank                 | Бельгия                               | 1832—2002     | BEF 056         | Денежная единица Бельгии на протяжении всей её истории до введения евро | [ 158 ] [ 5 ] [ 159 ] [ 160 ] [ 161 ] [ 162 ] [ 163 ] [ 164 ] [ 165 ] |
|                               | бернский франк                  | нем. berner Frank                                                             | Берн                                  | 1808—1850     | —               | Денежная единица швейцарского кантона Берн, имевшая хождение до введения единого швейцарского франка | [ 166 ]                                                               |
|                               | вестфальский франк              | нем. westphalischer Frank                                                     | Королевство Вестфалия                 | 1808—1813     | —               | Валюта королевства Вестфалии между 1808 и 1813 годами. Находился в обороте вместе с вестфальским талером, был равен французскому франку | [ 167 ] [ 168 ]                                                       |
|                               | франк Влёры                     | алб. frank                                                                    | Влёра                                 | 1924—1925     | —               | Денежные знаки, выпускавшиеся в албанском городе Влёра. Заменены на албанский франк | [ 169 ]                                                               |
|                               | франк Во                        | фр. franc de Vaud                                                             | Во                                    | 1804—1850     | —               | Денежная единица швейцарского кантона Во, имевшая хождение до введения единого швейцарского франка | [ 170 ]                                                               |
|                               | гентский франк                  | фр. franc de Gand нем. Gent Frank                                             | Гент                                  | 1915—1918     | —               | Денежная единица, выпущенная в бельгийском городе Генте германскими оккупационными властями во время Первой мировой войны | [ 171 ]                                                               |
|                               | франк Гельветической республики | фр. franc de Suisse нем. Schweizerfrank                                       | Гельветическая республика             | 1798—1803     | —               | Денежная единица созданной во время революционных войн на территории Швейцарии дочерней республики Франции | [ 172 ]                                                               |
|                               | франк Гирокастры                | алб. franga                                                                   | Гирокастра                            | 1920—1925     | —               | Денежные знаки, выпускавшиеся в албанском городе Гирокастре. Заменены на албанский франк | [ 173 ]                                                               |
|                               | гларусский франк                | нем. Glarus Frank                                                             | Гларус                                | 1806—1850     | —               | Денежная единица швейцарского кантона Гларус, имевшая хождение до введения единого швейцарского франка. Чеканились только разменные монеты (шиллинги батцены)                                                                                 | [ 174 ]                                                               |
|                               | граубюгденский франк            | нем. Graubünden Frank                                                         | Граубюнден                            | 1807—1850     | —               | Денежная единица швейцарского кантона Граубюнден, имевшая хождение до введения единого швейцарского франка | [ 175 ] [ 176 ]                                                       |
|                               | женевский франк                 | фр. franc de Genève                                                           | Женева                                | 1848—1850     | —               | Денежная единица швейцарского кантона Женева, имевшая хождение до введения единого швейцарского франка | [ 177 ]                                                               |
|                               | франк Зары                      | фр. franc de Zara                                                             | Зара                                  | 1813          | —               | Несколько видов серебряных монет, выпущенных во время французской оккупации города Зары (ныне Задар, Хорватия) | [ 178 ] [ 179 ] [ 180 ]                                               |
|                               | золотурнский франк              | нем. Solothurn Frank                                                          | Золотурн                              | 1805—1850     | —               | Денежная единица швейцарского кантона Золотурн, имевшая хождение до введения единого швейцарского франка | [ 181 ]                                                               |
|                               | франк Каттаро                   | фр. franc de Cattaro                                                          | Каттаро                               | 1813          | —               | Несколько видов серебряных монет, выпущенных во время французской оккупации города Каттаро (ныне Котор, Черногория) | [ 182 ] [ 183 ]                                                       |
|                               | франк Корчи                     | алб. Korçë frangê                                                             | Автономная албанская республика Корча | 1917—1925     | —               | Денежные знаки существовавшего на территории будущей Албании автономного образования. Заменены на албанский франк | [ 184 ]                                                               |
|                               | лихтенштейнский франк           | нем. liechtensteiner Frank                                                    | Лихтенштейн                           | с 1924        | —               | Денежная единица княжества Лихтенштейн, используется параллельно со швейцарским франком | [ 185 ] [ 186 ] [ 187 ]                                               |
|                               | франк Лукки-и-Пьомбино          | итал. franco di Lucca e Piombino                                              | Княжество Лукка-и-Пьомбино            | 1810—1815     | —               | Денежная единица великого герцогства Тосканского и княжества Лукка-и-Пьомбино (северная Италия) во время их оккупации войсками Наполеона. Равнялся французскому франку. Чеканился в 1810—1814 годах, но на монетах выбиты даты с 1805 по 1808 | [ 188 ] [ 87 ] [ 189 ] [ 190 ]                                        |
| Великое герцогство Тосканское | франк Лукки-и-Пьомбино          | итал. franco di Lucca e Piombino                                              | 1810—1815                             |               | —               | Денежная единица великого герцогства Тосканского и княжества Лукка-и-Пьомбино (северная Италия) во время их оккупации войсками Наполеона. Равнялся французскому франку. Чеканился в 1810—1814 годах, но на монетах выбиты даты с 1805 по 1808 | [ 188 ] [ 87 ] [ 189 ] [ 190 ]                                        |
| Герцогство Лукка              | франк Лукки-и-Пьомбино          | итал. franco di Lucca e Piombino                                              | 1815—1826                             |               | —               | Денежная единица великого герцогства Тосканского и княжества Лукка-и-Пьомбино (северная Италия) во время их оккупации войсками Наполеона. Равнялся французскому франку. Чеканился в 1810—1814 годах, но на монетах выбиты даты с 1805 по 1808 | [ 188 ] [ 87 ] [ 189 ] [ 190 ]                                        |
|                               | люксембургский франк            | фр. franc luxembourgeois люкс. Lëtzebuerger Frang нем. Luxemburger Frank      | Люксембург                            | 1852—2002     | LUF 442         | Денежная единица Великого Герцогства Люксембург на протяжении значительной части его истории до введения евро | [ 191 ] [ 87 ] [ 192 ] [ 193 ] [ 194 ] [ 195 ] [ 196 ]                |
|                               | люцернский франк                | нем. luzerner Frank                                                           | Люцерн                                | 1803—1850     | —               | Денежная единица швейцарского кантона Люцерн, имевшая хождение до введения единого швейцарского франка | [ 197 ]                                                               |
|                               | монегасский франк               | фр. franc monégasque                                                          | Монако                                | 1837—2002     | —               | Денежная единица Княжества Монако. Имела хождение параллельно с французским франком до перехода на евро | [ 198 ] [ 199 ] [ 200 ] [ 201 ] [ 202 ]                               |
|                               | неаполитанский франк            | итал. franco napoletano                                                       | Неаполитанское королевство            | 1810          | —               | Одна из денежных единиц Неаполитанского королевства. Монета в 40 неаполитанских франков содержала 12,9 граммов золота 900‰ | [ 203 ] [ 204 ]                                                       |
|                               | невшательский франк             | фр. franc de Neuchatel                                                        | Невшатель                             | 1802—1850     | —               | Денежная единица швейцарского кантона Невшатель, имевшая хождение до введения единого швейцарского франка | [ 205 ]                                                               |
|                               | саарский франк                  | фр. franc sarrois нем. saarländische Frank                                    | Саар                                  | 1920—1935     | —               | Денежная единица территории Саара, введённая французской оккупационной администрацией после Первой мировой войны. Заменена на рейхсмарку после присоединения территории к Германии                                                            | [ 206 ] [ 207 ]                                                       |
|                               | саарский франк                  | фр. franc sarrois нем. saarländische Frank                                    | Саар                                  | 1947—1959     | —               | Денежная единица протектората Саара, введённая французской оккупационной администрацией после Второй мировой войны. Заменена на немецкую марку после присоединения территории к Западной Германии                                             | [ 208 ] [ 206 ] [ 207 ]                                               |
|                               | франк Санкт-Галлена             | нем. St. Gallen Frank                                                         | Санкт-Галлен                          | 1807—1850     | —               | Денежная единица швейцарского кантона Санкт-Галлен, имевшая хождение до введения единого швейцарского франка | [ 209 ]                                                               |
|                               | франк Субальпийской республики  | фр. franc de la république Subalpine или franc de la Gaule Subalpine          | Субальпийская республика              | 1800—1801     | —               | Денежная единица недолго существовавшей во время революционных войн на севере Италии дочерней республики Франции | [ 210 ] [ 211 ] [ 212 ]                                               |
|                               | франк Тичино                    | итал. franco ticinese                                                         | Тичино                                | 1813—1850     | —               | Денежная единица швейцарского кантона Тичино, имевшая хождение до введения единого швейцарского франка | [ 213 ]                                                               |
|                               | франк Тургау                    | нем. thurgauisch Frank                                                        | Тургау                                | 1808—1850     | —               | Денежная единица швейцарского кантона Тургау, имевшая хождение до введения единого швейцарского франка. Чеканились только разменные монеты (крейцеры и батцены)                                                                               | [ 214 ]                                                               |
|                               | франк Унтервальдена             | нем. Unterwalden Frank                                                        | Унтервальден                          | 1811—1850     | —               | Денежная единица швейцарского кантона Унтервальден, имевшая хождение до введения единого швейцарского франка. Чеканились только разменные монеты (батцены и раппены)                                                                          | [ 215 ]                                                               |
|                               | франк Ури                       | нем. Uri Frank                                                                | Ури                                   | 1811—1850     | —               | Денежная единица швейцарского кантона Ури, имевшая хождение до введения единого швейцарского франка. Чеканились только разменные монеты (раппены и батцены)                                                                                   | [ 216 ]                                                               |
|                               | фрибурский франк                | фр. franc de Fribourg нем. freyburger Frank                                   | Фрибур                                | 1806—1850     | —               | Денежная единица швейцарского кантона Фрибур, имевшая хождение до введения единого швейцарского франка | [ 217 ]                                                               |
|                               | цюрихский франк                 | нем. zürcher Frank                                                            | Цюрих                                 | 1806—1850     | —               | Денежная единица швейцарского кантона Цюрих, имевшая хождение до введения единого швейцарского франка | [ 218 ]                                                               |
|                               | шаффхаузенский франк            | нем. Schaffhausen Frank                                                       | Шаффхаузен                            | 1808—1850     | —               | Денежная единица швейцарского кантона Шаффхаузен, имевшая хождение до введения единого швейцарского франка. Чеканились только разменные монеты (крейцеры и батцены)                                                                           | [ 219 ]                                                               |
|                               | швейцарский франк               | нем. schweizer Frank фр. franc suisse итал. franco svizzero                   | Швейцария                             | с 1850        | CHF 756         | Денежная единица Швейцарии, также используемая в Лихтенштейне и двух анклавах | [ 220 ] [ 87 ] [ 221 ] [ 222 ] [ 223 ] [ 224 ] [ 225 ] [ 226 ]        |
| Лихтенштейн                   | швейцарский франк               | нем. schweizer Frank фр. franc suisse итал. franco svizzero                   |                                       | с 1850        | CHF 756         | Денежная единица Швейцарии, также используемая в Лихтенштейне и двух анклавах | [ 220 ] [ 87 ] [ 221 ] [ 222 ] [ 223 ] [ 224 ] [ 225 ] [ 226 ]        |
| Кампионе-д’Италия             | швейцарский франк               | нем. schweizer Frank фр. franc suisse итал. franco svizzero                   |                                       | с 1850        | CHF 756         | Денежная единица Швейцарии, также используемая в Лихтенштейне и двух анклавах | [ 220 ] [ 87 ] [ 221 ] [ 222 ] [ 223 ] [ 224 ] [ 225 ] [ 226 ]        |
| Бюзинген-ам-Хохрайн           | швейцарский франк               | нем. schweizer Frank фр. franc suisse итал. franco svizzero                   |                                       | с 1850        | CHF 756         | Денежная единица Швейцарии, также используемая в Лихтенштейне и двух анклавах | [ 220 ] [ 87 ] [ 221 ] [ 222 ] [ 223 ] [ 224 ] [ 225 ] [ 226 ]        |
|                               | франк Швица                     | нем. Schwyz Frank                                                             | Швиц                                  | 1810—1850     | —               | Денежная единица швейцарского кантона Швиц, имевшая хождение до введения единого швейцарского франка. Чеканились только разменные монеты (ангстеры, раппены и батцены)                                                                        | [ 227 ]                                                               |
|                               | шведский каролин-франк          | швед. svensk carolin-franc                                                    | Швеция                                | 1868—1872     | —               | Золотые монеты с двойным номиналом в 1 каролин/10 франков, выпускавшиеся в Швеции | [ 228 ] [ 229 ]                                                       |
|                               | эльбасанский франк              | алб. franga                                                                   | Эльбасан                              | 1924—1925     | —               | Денежные знаки, выпускавшиеся в албанском городе Эльбасане. Заменены на албанский франк | [ 173 ]                                                               |

## Франк в заморских владениях  других европейских стран
| Изображение       | Наименование             | Оригинальное наименование         | Территория использования    | Годы хождения | Код по ISO 4217 | Комментарии |                                               |
| ----------------- | ------------------------ | --------------------------------- | --------------------------- | ------------- | --------------- | --- | --------------------------------------------- |
|                   | франк Датской Вест-Индии | дат. dansk-vestindiske franc      | Датская Вест-Индия          | 1859—1917     | —               | Денежная единица датских колониальных владений в Вест-Индии. Монеты крупного достоинства имели двойной номинал: во франках и далерах (20 центов/1 франк, 40 центов/2 франка, 4 далера/20 франков и 10 далеров/50 франков). Купюры номинировались только во франках | [ 230 ] [ 231 ] [ 232 ]                       |
|                   | конголезский франк       | фр. franc congolais               | Свободное государство Конго | 1887—1908     | —               | Денежная единица Свободного государства Конго, преобразованного в 1908 году в Бельгийское Конго | [ 233 ] [ 5 ] [ 234 ] [ 235 ] [ 236 ] [ 237 ] |
| Бельгийское Конго | конголезский франк       | фр. franc congolais               | 1908—1960                   |               | —               | Денежная единица Свободного государства Конго, преобразованного в 1908 году в Бельгийское Конго | [ 233 ] [ 5 ] [ 234 ] [ 235 ] [ 236 ] [ 237 ] |
|                   | франк Руанды и Бурунди   | фр. franc du Rwanda et du Burundi | Руанда-Урунди               | 1960—1962     | —               | Денежная единица белигийской колонии Руанда-Урунди и независимых республик Бурунди (заменена на бурундийский франк) и Руанда (заменена на руандийский франк) | [ 238 ] [ 87 ] [ 239 ] [ 240 ] [ 241 ]        |
| Бурунди           | франк Руанды и Бурунди   | фр. franc du Rwanda et du Burundi | 1962—1964                   |               | —               | Денежная единица белигийской колонии Руанда-Урунди и независимых республик Бурунди (заменена на бурундийский франк) и Руанда (заменена на руандийский франк) | [ 238 ] [ 87 ] [ 239 ] [ 240 ] [ 241 ]        |
| Руанда            | франк Руанды и Бурунди   | фр. franc du Rwanda et du Burundi | 1962—1964                   |               | —               | Денежная единица белигийской колонии Руанда-Урунди и независимых республик Бурунди (заменена на бурундийский франк) и Руанда (заменена на руандийский франк) | [ 238 ] [ 87 ] [ 239 ] [ 240 ] [ 241 ]        |
|                   | танжерский франк         | исп. franco de Tánger             | Танжер                      | 1941—1945     | —               | Денежная единица города Танжера, бывшего в 1923—1956 годах международной зоной под совместным управлением нескольких стран, во время его оккупации испанскими войсками в 1940—1945 годах                                                                           | [ 242 ]                                       |

## Франк в прочих странах
| Изображение              | Наименование                     | Оригинальное наименование                          | Территория использования          | Годы хождения                                                                          | Код по ISO 4217 | Комментарии | |
| ------------------------ | -------------------------------- | -------------------------------------------------- | --------------------------------- | -------------------------------------------------------------------------------------- | --------------- | --- | --- |
|                          | бурундийский франк               | фр. franc burundais                                | Бурунди                           | c 1962                                                                                 | BIF 108         | Денежная единица Бурунди | [ 243 ] [ 5 ] [ 244 ] [ 245 ] [ 246 ] [ 247 ]                                                                |
|                          | гвинейский франк                 | фр. franc guinéen                                  | Гвинея                            | 1960—1972 с 1986                                                                       | GNF 324         | Денежная единица Республики Гвинея. В промежутке между 1972 и 1986 годами денежной единицей страны был гвинейский сили. | [ 248 ] [ 5 ] [ 249 ] [ 250 ] [ 251 ] [ 252 ] [ 253 ] [ 254 ]                                                |
|                          | франк Джибути                    | фр. franc Djibouti араб. فرنك جيبوتي‎               | Джибути                           | с 1977                                                                                 | DJF 262         | Денежная единица Республики Джибути | [ 73 ] [ 5 ] [ 255 ] [ 256 ] [ 257 ]                                                                         |
|                          | доминиканский франк              | исп. franco dominicano                             | Доминиканская Республика          | 1891—1897                                                                              | —               | Денежная единица Доминиканской республики, имевшая в течение нескольких лет хождение параллельно с доминиканским песо. Была равна фрнанцузскому франку | [ 258 ] |
|                          | западноафриканский франк КФА     | фр. franc CFA ouest-africain или franc CFA (UEMOA) | Французская Западная Африка       | 1945—1960                                                                              | XOF 952         | Разновидность франка КФА, использовавшаяся во французских колониях западной Африки, а затем — в странах Западноафриканского экономического и валютного союза | [ 76 ] [ 259 ] [ 260 ] [ 261 ] [ 5 ] [ 262 ] [ 263 ] [ 264 ] [ 265 ]                                         |
| Бенин                    | западноафриканский франк КФА     | фр. franc CFA ouest-africain или franc CFA (UEMOA) | с 1960                            | До 1975 года государство называлось Дагомея                                            | XOF 952         | | [ 76 ] [ 259 ] [ 260 ] [ 261 ] [ 5 ] [ 262 ] [ 263 ] [ 264 ] [ 265 ]                                         |
| Буркина-Фасо             | западноафриканский франк КФА     | фр. franc CFA ouest-africain или franc CFA (UEMOA) | с 1960                            | До 1984 года государство называлось Верхняя Вольта                                     | XOF 952         | | [ 76 ] [ 259 ] [ 260 ] [ 261 ] [ 5 ] [ 262 ] [ 263 ] [ 264 ] [ 265 ]                                         |
| Гвинея-Бисау             | западноафриканский франк КФА     | фр. franc CFA ouest-africain или franc CFA (UEMOA) | с 1997                            |                                                                                        | XOF 952         | | [ 76 ] [ 259 ] [ 260 ] [ 261 ] [ 5 ] [ 262 ] [ 263 ] [ 264 ] [ 265 ]                                         |
| Кот-д’Ивуар              | западноафриканский франк КФА     | фр. franc CFA ouest-africain или franc CFA (UEMOA) | с 1960                            | До 1985 года на русском языке было принято называть государство Берегом Слоновой Кости | XOF 952         | | [ 76 ] [ 259 ] [ 260 ] [ 261 ] [ 5 ] [ 262 ] [ 263 ] [ 264 ] [ 265 ]                                         |
| Мавритания               | западноафриканский франк КФА     | фр. franc CFA ouest-africain или franc CFA (UEMOA) | 1960—1973                         | Заменён на угию                                                                        | XOF 952         | | [ 76 ] [ 259 ] [ 260 ] [ 261 ] [ 5 ] [ 262 ] [ 263 ] [ 264 ] [ 265 ]                                         |
| Мали                     | западноафриканский франк КФА     | фр. franc CFA ouest-africain или franc CFA (UEMOA) | 1960—1962 с 1984                  | В промежутке в стране использовался малийский франк                                    | XOF 952         | | [ 76 ] [ 259 ] [ 260 ] [ 261 ] [ 5 ] [ 262 ] [ 263 ] [ 264 ] [ 265 ]                                         |
| Нигер                    | западноафриканский франк КФА     | фр. franc CFA ouest-africain или franc CFA (UEMOA) | с 1960                            |                                                                                        | XOF 952         | | [ 76 ] [ 259 ] [ 260 ] [ 261 ] [ 5 ] [ 262 ] [ 263 ] [ 264 ] [ 265 ]                                         |
| Сенегал                  | западноафриканский франк КФА     | фр. franc CFA ouest-africain или franc CFA (UEMOA) | с 1960                            |                                                                                        | XOF 952         | | [ 76 ] [ 259 ] [ 260 ] [ 261 ] [ 5 ] [ 262 ] [ 263 ] [ 264 ] [ 265 ]                                         |
| Того                     | западноафриканский франк КФА     | фр. franc CFA ouest-africain или franc CFA (UEMOA) | с 1960                            |                                                                                        | XOF 952         | | [ 76 ] [ 259 ] [ 260 ] [ 261 ] [ 5 ] [ 262 ] [ 263 ] [ 264 ] [ 265 ]                                         |
|                          | камерунский франк                | камерунский франк                                  | Камерун                           | 1960—1993                                                                              | —               | Денежная единица Республики Камерун до 1993 года. Заменена на центральноафриканский франк КФА | [ 266 ] [ 267 ]                                                                                              |
|                          | катангский франк                 | фр. franc katangais                                | Катанга                           | 1961—1963                                                                              | —               | Денежная единица непризнанного государства Катанга. После провозглашения независимости от Конго заменила конголезский франк на собственную валюту. После восстановления контроля Конго над территорией непризнанного государства катангский франк был снова заменён конголезским                                                            | [ 268 ] [ 269 ]                                                                                              |
|                          | коморский франк                  | фр. franc comorien араб. فرنك قمري‎                 | Коморы                            | с 1975                                                                                 | KMF 174         | Денежная единица Комор | [ 270 ] [ 88 ] [ 271 ] [ 272 ]                                                                               |
|                          | франк Компании Суэцкого канала   | фр. franc du canal de Suez                         | зона Суэцкого канала              | 1865—не раньше 1897                                                                    | —               | Монеты, выпускавшиеся частной компанией в период строительства и начального периода эксплуатации Суэцкого канала | [ 273 ] [ 274 ]                                                                                              |
|                          | конголезский франк               | фр. franc congolais                                | Демократическая Республика Конго  | 1961—1967                                                                              | —               | Денежная единица Демократической Республики Конго. Заменена на заир | [ 5 ] [ 275 ] [ 276 ]                                                                                        |
|                          | конголезский франк               | фр. franc congolais                                | Демократическая Республика Конго  | с 1998                                                                                 | CDF 976         | Денежная единица Демократической Республики Конго | [ 277 ] [ 278 ] [ 279 ]                                                                                      |
|                          | франк КФА                        | фр. franc CFA                                      |                                   |                                                                                        | —               | Общее называние для трёх различных валют — запардноафриканского франка КФА (см.) и центральноафраканского франка КФА (см.), а также существовавшего ранее франка Мадагаскара и Комор (см.). Введены в 1945 году как замена существовавшим до него франкам Французской Западной Африки, Французской Экваториальной Африки и некоторым другим | [ 280 ] [ 76 ] [ 281 ] [ 5 ]                                                                                 |
|                          | малагасийский франк              | фр. franc malgache также franc malagasy            | Мадагаскар                        | 1961—2004                                                                              | MGF 450         | Денежная единица Республики Мадагаскар. Содержала двойной номинал — во франках и в ариари. Заменена на ариари | [ 86 ] [ 87 ] [ 94 ] [ 282 ] [ 283 ] [ 284 ] [ 285 ]                                                         |
|                          | малийский франк                  | фр. franc malien                                   | Мали                              | 1962—1984                                                                              | MLF 466         | Денежная единица Республики Мали. В 1960—1962 годах в стране использовался западноафриканский франк КФА, после чего был введён местный франк. Он был введён в обращение только в 1962 году, однако на купюрах была напечатана дата «1960». В 1984 году вновь заменён на западноафриканский франк КФА                                        | [ 286 ] [ 87 ] [ 287 ] [ 288 ] [ 289 ] [ 290 ]                                                               |
|                          | марокканский франк               | фр. franc marocain араб. فرنك مغربي‎                | Марокко                           | 1957—1974                                                                              | —               | Денежная единица Королевства Марокко. Заменён на марокканский дирхам | [ 96 ] [ 87 ] [ 98 ]                                                                                         |
|                          | руандийский франк                | фр. franc rwandais                                 | Руанда                            | c 1964                                                                                 | RWF 646         | Денежная единицы Республики Руанда | [ 238 ] [ 87 ] [ 291 ] [ 292 ] [ 293 ]                                                                       |
|                          | центрально-африканский франк КФА | фр. Franc CFA centrafricain или franc CFA (CEMAC)  | Французская Экваториальная Африка | 1945—1960                                                                              | XAF 950         | Разновидность франка КФА, использовавшаяся во французских колониях экваториальной Африки, а затем — в странах Центральноафриканского экономического и валютного союза | [ 76 ] [ 294 ] [ 295 ] [ 296 ] [ 118 ] [ 297 ] [ 298 ] [ 299 ] [ 5 ] [ 300 ] [ 301 ] [ 302 ] [ 303 ] [ 304 ] |
| Французский берег Сомали | центрально-африканский франк КФА | фр. Franc CFA centrafricain или franc CFA (CEMAC)  | 1945—1949                         | Заменён на франк Джибути                                                               | XAF 950         | | [ 76 ] [ 294 ] [ 295 ] [ 296 ] [ 118 ] [ 297 ] [ 298 ] [ 299 ] [ 5 ] [ 300 ] [ 301 ] [ 302 ] [ 303 ] [ 304 ] |
| Габон                    | центрально-африканский франк КФА | фр. Franc CFA centrafricain или franc CFA (CEMAC)  | c 1960                            |                                                                                        | XAF 950         | | [ 76 ] [ 294 ] [ 295 ] [ 296 ] [ 118 ] [ 297 ] [ 298 ] [ 299 ] [ 5 ] [ 300 ] [ 301 ] [ 302 ] [ 303 ] [ 304 ] |
| Камерун                  | центрально-африканский франк КФА | фр. Franc CFA centrafricain или franc CFA (CEMAC)  | c 1993                            |                                                                                        | XAF 950         | | [ 76 ] [ 294 ] [ 295 ] [ 296 ] [ 118 ] [ 297 ] [ 298 ] [ 299 ] [ 5 ] [ 300 ] [ 301 ] [ 302 ] [ 303 ] [ 304 ] |
| Республика Конго         | центрально-африканский франк КФА | фр. Franc CFA centrafricain или franc CFA (CEMAC)  | c 1960                            |                                                                                        | XAF 950         | | [ 76 ] [ 294 ] [ 295 ] [ 296 ] [ 118 ] [ 297 ] [ 298 ] [ 299 ] [ 5 ] [ 300 ] [ 301 ] [ 302 ] [ 303 ] [ 304 ] |
| Реюньон                  | центрально-африканский франк КФА | фр. Franc CFA centrafricain или franc CFA (CEMAC)  | 1945—1974                         | Заменён на французский франк, с 2002 года — на евро                                    | XAF 950         | | [ 76 ] [ 294 ] [ 295 ] [ 296 ] [ 118 ] [ 297 ] [ 298 ] [ 299 ] [ 5 ] [ 300 ] [ 301 ] [ 302 ] [ 303 ] [ 304 ] |
| Сен-Пьер и Микелон       | центрально-африканский франк КФА | фр. Franc CFA centrafricain или franc CFA (CEMAC)  | 1945—1974                         | Заменён на французский франк, с 2002 года — на евро                                    | XAF 950         | | [ 76 ] [ 294 ] [ 295 ] [ 296 ] [ 118 ] [ 297 ] [ 298 ] [ 299 ] [ 5 ] [ 300 ] [ 301 ] [ 302 ] [ 303 ] [ 304 ] |
| ЦАР                      | центрально-африканский франк КФА | фр. Franc CFA centrafricain или franc CFA (CEMAC)  | c 1960                            | В 1976—1979 годах государство называлось Центральноафриканская Империя                 | XAF 950         | | [ 76 ] [ 294 ] [ 295 ] [ 296 ] [ 118 ] [ 297 ] [ 298 ] [ 299 ] [ 5 ] [ 300 ] [ 301 ] [ 302 ] [ 303 ] [ 304 ] |
| Чад                      | центрально-африканский франк КФА | фр. Franc CFA centrafricain или franc CFA (CEMAC)  | c 1960                            |                                                                                        | XAF 950         | | [ 76 ] [ 294 ] [ 295 ] [ 296 ] [ 118 ] [ 297 ] [ 298 ] [ 299 ] [ 5 ] [ 300 ] [ 301 ] [ 302 ] [ 303 ] [ 304 ] |
| Экваториальная Гвинея    | центрально-африканский франк КФА | фр. Franc CFA centrafricain или franc CFA (CEMAC)  | c 1985                            |                                                                                        | XAF 950         | | [ 76 ] [ 294 ] [ 295 ] [ 296 ] [ 118 ] [ 297 ] [ 298 ] [ 299 ] [ 5 ] [ 300 ] [ 301 ] [ 302 ] [ 303 ] [ 304 ] |

## Особые виды франка
В этом разделе собрана информация об особых видах франка — это прежде всего коллекционные монеты, выпускавшиеся для территорий, не имеющих или не имевших на момент выпуска собственной денежной единицы под названием франк, а также монеты претенденов на престол и частные денежные единицы, не имевшие хождения на национальном или межнациональном уровне.
| Изображение | Наименование                             | Оригинальное наименование           | Территория использования          | Годы выпуска | Код по ISO 4217 | Комментарии |                                 |
| ----------- | ---------------------------------------- | ----------------------------------- | --------------------------------- | ------------ | --------------- | --- | ------------------------------- |
|             | франк Адели́                              | фр. franc d’Adélie                  | Земля Адели                       | 2005         | —               | Коллекционные монеты достоинством 25 франков, выпущенные от имени территории в Антарктиде, на которую претендует Франция | [ 305 ]                         |
|             | бенинский франк                          | фр. franc du Bénin                  | Бенин                             | С 1991       | —               | Разновидность западноафриканского франка КФА — коллекционные и юбилейные монеты, выпускаемые в Бенине | [ 306 ] [ 307 ] [ 308 ]         |
|             | франк Буркина-Фасо                       | фр. franc de Burkina Faso           | Буркина-Фасо                      | С 2003       | —               | Разновидность западноафриканского франка КФА — коллекционные и юбилейные монеты, выпускаемые в Буркина-Фасо | [ 309 ] [ 310 ]                 |
|             | габонский франк                          | фр. franc du Gabon                  | Габон                             | С 1960       | —               | Разновидность центральноафриканского франка КФА — монеты (в том числе коллекционные и юбилейные) и купюры, выпускаемые в Габоне | [ 311 ] [ 312 ] [ 313 ] [ 314 ] |
|             | дагомейский франк                        | фр. franc du Dahomey                | Республика Дагомея                | 1971         | —               | Разновидность западноафриканского франка КФА — коллекционные и юбилейные монеты, выпускавшиеся в Дагомее (ныне — Бенин) | [ 315 ]                         |
|             | камерунский франк                        | фр. franc camerounais               | Камерун                           | С 2003       | —               | Разновидность центральноафриканского франка КФА — коллекционные и юбилейные монеты, выпускаемые в Камеруне | [ 316 ] [ 317 ]                 |
|             | франк островов Кергелен                  | фр. franc des Îles Kerguelen        | Острова Кергелен                  | 2003—2004    | —               | Коллекционные монеты достоинством 20 и 25 франков, выпущенные от имени необитаемого французского архипелага Кергелен | [ 318 ]                         |
|             | франк острова Клипертон                  | фр. franc de l'Île de Clipperton    | Клиппертон                        | 2011         | —               | Коллекционные монеты достоинством 100 и 500 франков, выпущенные от имени необитаемого французского острова Клиппертон | [ 319 ]                         |
|             | конголезский франк                       | фр. franc congolais                 | Республика Конго                  | С 1971       | —               | Разновидность центральноафриканского франка КФА — монеты (в том числе коллекционные и юбилейные) и купюры, выпускаемые в Республике Конго | [ 320 ] [ 321 ] [ 322 ] [ 323 ] |
|             | котдивуарский франк                      | фр. franc de la Côte d’Ivoire       | Кот-д’Ивуар                       | С 1966       | —               | Разновидность западноафриканского франка КФА — коллекционные и юбилейные монеты, выпускаемые в Кот-д’Ивуаре (до 1986 года именовался по-русски Берегом Слоновой Кости) | [ 324 ] [ 325 ] [ 326 ]         |
|             | франк островов Крозе                     | фр. franc des Îles Croset           | Острова Крозе                     | 2005         | —               | Коллекционные монеты достоинством 20 франков, выпущенные от имени необитаемого французского архипелага | [ 308 ]                         |
|             | малийский франк                          | фр. franc malien                    | Мали                              | с 2003       | —               | Разновидность западноафриканского франка КФА — коллекционные и юбилейные монеты, выпускаемые в Мали | [ 327 ]                         |
|             | мореснетский франк                       | фр. franc de Moresnet               | Мореснет                          | 1848         | —               | В 1816—1919 году на стыке Германии, Бельгии и Нидерландов существовала нейтральная зона, в которой располагалась не принадлежавшая ни к одному из этих государств коммуна Мореснет. У Мореснета не было собственной валюты. Законным платёжным средством был французский франк, но на практике также в обращении были валюты Пруссии (позднее Германии), Бельгии и Нидерландов. В 1848 году появились не имевшие официального статуса местные франки, происхождение которых осталось неизвестным | [ 328 ]                         |
|             | нигерский франк                          | фр. franc du Niger                  | Нигер                             | С 1960       | —               | Разновидность западноафриканского франка КФА — монеты (в том числе коллекционные и юбилейные), выпускаемые в Нигере | [ 329 ] [ 330 ] [ 331 ]         |
|             | франк никелевых рудников Новой Каледонии | фр. franc                           | Новая Каледония                   | 1881—1882    | —               | Денежная единица, выпускавшаяся частными компаниями Société Le Nickel и Société Franco-Australienne Gomen Digeon & Co. и использовавшаяся на никелевых рудниках | [ 332 ]                         |
|             | сенегальский франк                       | фр. franc sénégalais                | Сенегал                           | С 1968       | —               | Разновидность западноафриканского франка КФА — коллекционные и юбилейные монеты, выпускаемые в Сенегале | [ 333 ] [ 334 ]                 |
|             | франк-далер Сен-Бартелеми                | фр. franc-daler de Saint-Barthélemy | Сен-Бартелеми                     | С 1988       | —               | Коллекционные монеты с двойным номиналом, выпущенные от имени французского заморского сообщества Сен-Бартелеми. Двойной номинал объясняется тем, что в XIX веке остров принадлежал Швеции | [ 308 ]                         |
|             | франк Того                               | фр. franc du Togo                   | Того                              | С 1977       | —               | Разновидность западноафриканского франка КФА — коллекционные и юбилейные монеты, выпускаемые в Того | [ 335 ] [ 336 ] [ 337 ]         |
|             | уральский франк                          | рус. уральский франк                | Свердловская область              | 1991—1992    | —               | Денежная единица, напечатанная в 1991—1992 годах на Гознаке частной компанией «Уральский рынок» как возможная денежная единица планировавшейся к созданию Уральской республики. Никогда не была введена в обращение | [ 338 ]                         |
|             | центрально-африканский франк             | фр. franc centrafricain             | Центрально-африканская Республика | С 1974       | —               | Разновидность центральноафриканского франка КФА — монеты (в том числе коллекционные и юбилейные) и купюры, выпускаемые в Центральноафриканской Республике и Центральноафриканской Империи | [ 339 ] [ 340 ] [ 341 ] [ 342 ] |
|             | чадский франк                            | фр. franc du Tchad                  | Чад                               | С 1970       | —               | Разновидность центральноафриканского франка КФА — коллекционные и юбилейные монеты, а также купюрю, выпускаемые в Чаде | [ 343 ] [ 344 ] [ 345 ] [ 346 ] |
|             | франк Экваториальной Гвинеи              | исп. franco de Guinea Ecuatorial    | Экваториальная Гвинея             | С 1985       | —               | Разновидность центральноафриканского франка КФА — монеты (в том числе коллекционные и юбилейные) и купюры, выпускаемые в Экваториальной Гвинее | [ 347 ] [ 348 ] [ 349 ] [ 350 ] |

## Расчётные денежные единицы
|  | Наименование                              | Оригинальное наименование       | Организация                       | Годы хождения | Код по ISO 4217 | Комментарии |                         |
|  | ----------------------------------------- | ------------------------------- | --------------------------------- | ------------- | --------------- | --- | ----------------------- |
|  | золотой франк                             | фр. franc d’or англ. gold franc | Банк международных расчётов       | 1930—2003     | XFO —           | Расчётная денежная единица Банка международных расчётов, сохранявшая бывшее содержание золота в швейцарском франке после того, как швейцарский франк отошёл от золотого стандарта | [ 351 ] [ 352 ]         |
|  | франк Международного союза железных дорог | фр. franc UCI англ. UIC franc   | Международный союз железных дорог | 1976—2013     | XFU —           | Расчётная денежная единица, использовавшаяся МСЖД | [ 353 ] [ 354 ] [ 355 ] |
|  | WIR-франк                                 | англ. WIR franc                 | WIR-банк                          | с 1934        | CHW 948         | Независимая дополнительная валюта в Швейцарии, обслуживающая предприятия в сферах гостиничного бизнеса, строительства, производства, розничной торговли и профессиональных услуг  | [ 356 ]                 |